# Damián Malrechauffe
Damián Alejandro Malrechauffe Verdún (Montevideo, 19 ottobre 1984) è un allenatore di calcio ed ex calciatore uruguaiano, di ruolo difensore.

## Caratteristiche tecniche
È un difensore centrale.

## Carriera
Ha giocato nella prima divisione uruguaiana, in quella messicana, in quella colombiana, in quella cilena ed in quella argentina.

## Palmarès

### Club

#### Competizioni nazionali
- Campionato uruguaiano: 2

Danubio: 2004, 2006-2007